# Dandara
Dandara est une guerrière noire ayant vécu au Brésil durant l'époque coloniale, épouse de Zumbi dos Palmares, avec qui elle a eu trois enfants. Elle se suicida en se jetant dans le vide après avoir été faite prisonnière le 6 février 1694, afin de ne pas revenir à son ancienne condition d'esclave. Sa figure est largement enveloppée de mystère puisqu'il n'existe presque aucune donnée sur sa vie ou ses actes. Pratiquement tous les récits relatifs à elle sont épars et déconnectés les uns des autres et présentent des traits légendaires.

## Personnalité et capacités
Décrite comme une héroïne, Dandara maîtrise les techniques de la capoeira. Elle participe aux côtés d'hommes et de femmes à de nombreuses batailles pour défendre le quilombo de Palmares, un lieu de refuge pour esclaves en fuite établi au XVIIè siècle dans la Serra de Barriga, dans l'état d'Alagoas, dont l'accès est rendu difficile par la géographie et la végétation dense.
On ne sait pas si Dandara est née au Brésil ou sur le continent africain. Encore jeune fille, elle rejoint un groupe de noirs en lutte contre le système colonial et esclavagiste en place depuis presque un siècle. Elle participe également à l'élaboration de stratégies de défense du quilombo.
Au-delà de la guerre, elle participe aux activités quotidiennes à Palmares : chasse et agriculture. En effet, on pratique au quilombo la polyculture de maïs, manioc, haricots, patate douce, canne à sucre et banane.
Les habitants de Palmares connaissent la métallurgie et fabriquent des outils pour l'agriculture et des armes pour la guerre. Ils travaillent aussi le bois et la céramique. Le palmier à huile, dont l'abondance dans la région est à l'origine du nom Palmares, est utilisé pour produire de l'huile, des boissons, la toiture des maisons de bois et pour tresser paniers et cordes. Les activités se destinent initialement à la subsistance des habitants, mais ceux-ci se mettent ensuite à commercer avec les villes et les engenhos (exploitations sucrières) de la région.

## Historique
Les attaques contre Palmares deviennent fréquentes à partir de 1630, avec l'invasion hollandaise. D'après les récits sur Dandara, celle-ci tient un rôle important dans la rupture de son mari avec l'oncle de celui-ci, Ganga-Zumba, premier grand chef du quilombo de Palmares. En 1678, Ganga Zumba conclut un traité de paix avec le gouverneur du Pernambouc. Le document prévoit que les autorités libèrent les palmariens qu'elles ont faits prisonniers lors d'un affrontement antérieur, ainsi que la liberté des habitants nés à Palmares, et accorde à ces derniers la permission de faire du commerce. En échange, les habitants du quilombo doivent livrer les esclaves fugitifs qui viennent y chercher refuge. Dandara, au côté de Zumbi, s'oppose au pacte qui ne prévoit aucunement la fin de l'esclavage. Ganga-Zumba est finalement assassiné par un palmarien opposé à sa proposition.

## Littérature
Le récit de sa vie est repris sous forme romancée par l'écrivaine brésilienne Jarid Arraes, dans l'ouvrage intitulé As lendas de Dandara, publié en 2016, aux Éditions Cultura, puis en 2018, sous le titre Dandara et les esclaves libres, en version française, aux Éditions Anacoana,.